# 1-й провулок Праці (Житомир)
1-й провулок Праці — провулок в Богунському районі міста Житомира.

## Характеристики
Г-подібний на плані. Бере початок від вулиці Праці, прямує на північний схід, повертає на північний захід та завершується глухим кутом. 

## Історичні відомості

### Історія назви
З 1971 по 2022 рік провулок мав назву 1-й Труда.
Рішенням сесії Житомирської міської ради від 15 грудня 2022 року № 665 «Про перейменування топонімічних об'єктів м. Житомира» провулок перейменовано на 1-й Праці.

### Історія формування провулка
Землі, на яких пізніше сформувався провулок, являли собою околиці хутора Видумка. З 1961 по 1971 рік землі перебували у складі смт Соколова Гора. У 1971 році приєднані до Житомира.
Станом на кінець 1960-х рр. землі, де знаходиться провулок, були переважно вільними від забудови. Провулок забудувався індивідуальними житловими будинками садибного типу у 1970-х роках.